# سيلينيد إنديوم ثلاثي
 سيلينيد إنديوم ثلاثي مركب كيميائي له الصيغة In2Se3 ، ويكون على شكل بلورات سوداء، وهي مادة نصف ناقلة تتألف من السيلينيوم والإنديوم.